# Jerzy Hoffman
Jerzy Julian Hoffman (ur. 15 marca 1932 w Krakowie) – polski reżyser i scenarzysta filmowy.
Działalność reżyserską rozpoczął jako dokumentalista, współpracując z Edwardem Skórzewskim, z którym nakręcił także filmy fabularne Gangsterzy i filantropi oraz Prawo i pięść. Sławę zdobył przede wszystkim jako twórca adaptacji Sienkiewiczowskiej Trylogii (Pan Wołodyjowski, Potop, Ogniem i mieczem), osadzonej w czasach XVII-wiecznej Rzeczypospolitej. Był także realizatorem filmów obyczajowych i wojennych.

## Życiorys

### Rodzina i edukacja
Urodził się w Krakowie w zasymilowanej rodzinie żydowskiej, jako syn dwojga lekarzy Zygmunta Hoffmana (1898-1979) i Marii z domu Schmelkes (1898-1998), którzy praktykowali zawód od 1929 i mieszkali w Gorlicach. Po wybuchu II wojny światowej uciekł z rodziną na wschodnie tereny kraju, gdzie mieszkał w Tarnopolu, Stryju i Daszawie. W 1940 został wywieziony z najbliższą rodziną na Syberię (trafił na obwód nowosybirski), gdzie zmarli m.in. jego dziadkowie ze strony ojca. Członkowie jego rodziny, którzy pozostali na terenach okupowanych przez Niemców, w większości zginęli w Holocauście. W lipcu 1941, po udzieleniu amnestii Polakom więzionym w ZSRR, osiedlił się z rodziną na terenach powiatu jałtańskiego.
Jego ojciec w 1943 wstąpił do 1 Polskiej Dywizji Piechoty im. Tadeusza Kościuszki. Dzięki przysłanym przez niego dokumentom rodzina Hoffmanów mogła latem 1945 wrócić do Polski, gdyż rodziny wojskowych miały wówczas pierwszeństwo.
Podczas nauki szkolnej działał w komunistycznych organizacjach harcerskich działających pod patronatem ZWM i ZMP. Po zdaniu matury w Bydgoszczy w 1950 podjął studia reżyserskie we Wszechrosyjskim Państwowym Instytucie Kinematografii w Moskwie i ukończył je w 1955. Podczas studiów Hoffman poznał innego adepta reżyserii, Edwarda Skórzewskiego, z którym podjął wieloletnią współpracę.

### Działalność filmowa

#### Działalność w filmie dokumentalnym (1954–1962)
Hoffman zadebiutował wraz ze Skórzewskim filmem dokumentalnym Czy jesteś wśród nich?! (1954), inscenizowaną produkcją ukazującą działalność wandali. W podobnym stylu utrzymany był dokument Uwaga, chuligani! (1955), który poprzez ukazywanie bandytyzmu w Warszawie stanowił bunt wobec propagandy socrealistycznej, rozpoczynając tzw. czarną serię w polskim dokumencie. W 1956 tandem Hoffman-Skórzewski zrealizował dokument inscenizowany Dzieci oskarżają oraz film turystyczny Jaś i Małgosia, w 1957 – reportaże Sopot 1957 i Na drogach Armenii, a w 1958 – reportaż Pamiątka z Kalwarii, film etnograficzny Karuzela Łowicka i Tor poświęcony historii Komunistycznej Partii Polski. W 1959 Hoffman i Skórzewski zrealizowali reportaże: Typy na dziś i Gaudeamus, a w 1960 – Dwa preludia, Reportaż prosto z patelni, Pocztówki z Zakopanego i Dwa oblicza Boga. W 1961 zrealizował film Aby kwitło życie... propagujący Wojsko Polskie, a w 1962 – trzy reportaże o rewolucji kubańskiej: Spotkali się w Hawanie, Patria o Muerte i Hawana 61.

#### Pierwsze filmy fabularne (1962–1967)
W 1962 Hoffman i Skórzewski zrealizowali pierwszy film fabularny pt. Gangsterzy i filantropi. Składał się z dwóch komediowych nowel o przestępcach, którzy spotykają się w więziennej karetce: gangsterach, którzy zorganizowali skok na furgonetkę z pieniędzmi oraz oszuście podającym się za kontrolera Inspekcji Handlowej. Obaj reżyserzy kontynuowali działalność dokumentalną: w 1963 ukazał się kolejny dokument duetu pod nazwą Visitez Zakopane.

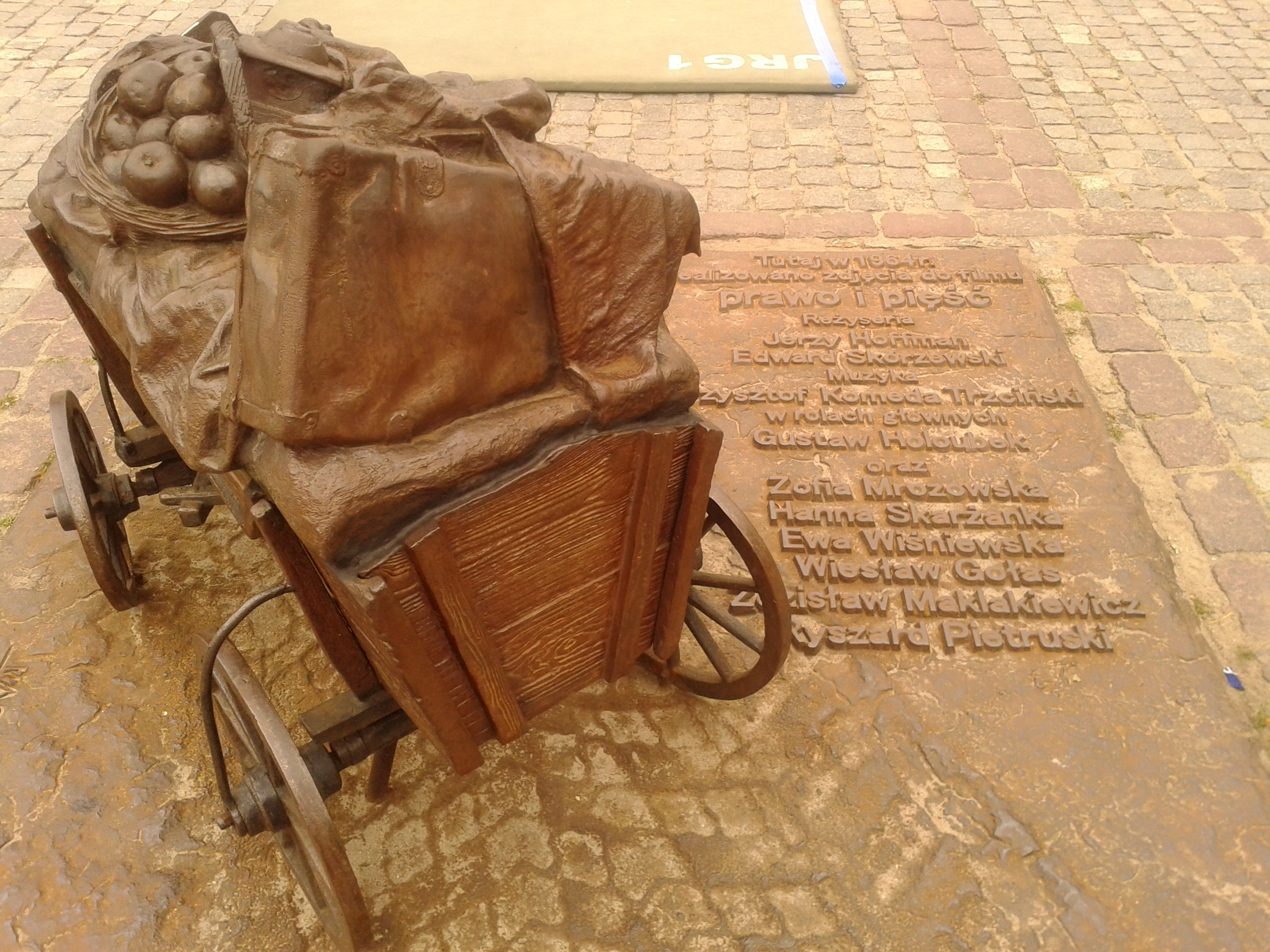
Rzeźba wozu z dobytkiem upamiętniająca film Prawo i pięść – Rynek Nowomiejski w Toruniu

W 1964 Hoffman i Skórzewski stworzyli film Prawo i pięść na podstawie powieści Józefa Hena Toast. Był on opowieścią o byłym więźniu obozu koncentracyjnego (w rolę wcielił się Gustaw Holoubek), który po II wojnie światowej trafia na Ziemie Odzyskane i podejmuje walkę z szabrownikami. Krytycy określali Prawo i pięść mianem polskiego westernu. W tym samym roku Hoffman opracował samodzielnie film montażowy 1956-1957, będący częścią cyklu dokumentalnego Chwila wspomnień.
W 1965 Hoffman i Skórzewski nakręcili film obyczajowy Trzy kroki po ziemi, stanowiący trzy nowele o tematyce współczesnej. Został on doceniony przez krytykę filmową, zdobywając Srebrny Medal na Międzynarodowym Festiwalu Filmowym w Moskwie. Był to zarazem koniec wieloletniej współpracy obu reżyserów: w 1966 Hoffman zrealizował samodzielnie reportaż Jarmark cudów, a w 1967 – telewizyjny film Ojciec o młodzieńcu przyprowadzającym na rozmowę do szkoły nieznajomego dorożkarza.

#### Pan WołodyjowskiiPotop(1969–1974)
Jako że cenzura ingerowała w jego wcześniejsze dzieła o tematyce współczesnej, Hoffman zdecydował się na podjęcie tematyki historycznej. Na warsztat wziął ostatnią powieść Trylogii Henryka Sienkiewicza – Pana Wołodyjowskiego – poświęconą fikcyjnej postaci XVII-wiecznego patrioty polskiego podczas wojen na południu Polski. W filmowym Panu Wołodyjowskim w tytułową rolę wcielił się Tadeusz Łomnicki; inne charakterystyczne role zagrali: Mieczysław Pawlikowski jako Zagłoba i Daniel Olbrychski jako Azja. Rok 1968 był czasem podsycanych przez ówczesne władze nastrojów antysemickich w Polsce. Hoffmanowi jako reżyserowi pochodzenia żydowskiego środowiska Służby Bezpieczeństwa sugerowały wyjazd z Polski; ten ripostował, iż w takim razie pojedzie do Związku Radzieckiego. Ze względu na wpływy, jakie reżyser miał w ówczesnej Polsce, więcej już nie był nakłaniany do ucieczki z kraju. Mimo to odebrano mu prawa do realizacji serialu opartego na Panu Wołodyjowskim pod tytułem Przygody pana Michała, powierzając reżyserię Pawłowi Komorowskiemu. Mimo wielkich trudności z realizacją filmu ostatecznie ukazał się on w 1969, gdy opadła fala antysemickiej nagonki. Pan Wołodyjowski został ciepło przyjęty zarówno przez krytyków, jak i przez widzów, bijąc rekordy popularności; otrzymał Złotą Kaczkę dla najlepszego filmu polskiego. Hoffman następnie zrealizował film dokumentalny A najmilsze jest Mazowsze (1970).
Sukces ekranizacji Pana Wołodyjowskiego sprawił, że Hoffman otrzymał propozycję nakręcenia filmów Córka kapitana i Carski karier w Cinecitta, jednak odrzucił obie oferty, by podjąć prace nad Potopem, środkowym ogniwem Trylogii, opisującym czasy wojny polsko-szwedzkiej lat 1655–1660. Prace nad filmem zajęły 535 dni zdjęciowych i pochłonęły ogromne nakłady, sięgające około stu milionów ówczesnych złotych; kontrowersje wśród krytyków wywołało ponowne obsadzenie Olbrychskiego w zupełnie innej od Azji roli Andrzeja Kmicica. Wystawnie zekranizowany Potop odniósł jednak sukces: obejrzało go w kinach 27 milionów widzów, otrzymał też przyznawane po raz pierwszy Złote Lwy na Festiwalu Polskich Filmów Fabularnych, wreszcie został nominowany do Oscara dla najlepszego filmu nieanglojęzycznego, przegrywając rywalizację z Amarcordem w reżyserii Federica Felliniego.

#### Kolejne filmy sprzed epoki transformacji (1976–1984)
Po sukcesie filmowego Potopu zdecydował się na ekranizację – trzecią w dziejach polskiego kina – powieści Heleny Mniszkówny pt. Trędowata (1976). Początkowo scenariusz do filmowej Trędowatej napisał Stanisław Dygat, jednak wycofał on swoje nazwisko z czołówki, gdy Hoffman podjął głęboką ingerencję w scenariusz. Ponieważ pierwowzór powszechnie był uważany za symbol kiczu w literaturze, także jego adaptacja spotkała się z niepochlebnymi recenzjami krytyków. Odskocznią od tego melodramatu był film wojenny Do krwi ostatniej... (1978), opisujący szlak wojenny 1. Warszawskiej Dywizji Piechoty; w 1979 roku ukazała się jego telewizyjna, serialowa wersja.
W 1980 został kierownikiem artystycznym Zespołu Filmowego „Zodiak”. W ramach tego zespołu podjął prace nad kolejną adaptacją powieści, tym razem wybierając Znachora autorstwa Tadeusza Dołęgi-Mostowicza, której bohaterem jest lekarz doznający amnezji. Filmowy Znachor (1981) zyskał wielką popularność wśród widowni, natomiast krytycy byli bardziej sceptyczni, wskazując na zbytnią nostalgię filmu i karykaturalne przedstawienie rzeczywistości. Ostatnim filmem zrealizowanym przez Hoffmana przed transformacją ustrojową był Wedle wyroków twoich... (1983) o dramacie egzystencji Żydów w trakcie II wojny światowej, jednak został odrzucony przez krytyków ze względu na nieprzekonującą wizję zagłady Żydów. W latach 1983–1987 Hoffman sprawował funkcję wiceprezesa Zarządu Głównego Stowarzyszenia Filmowców Polskich.

#### Filmy realizowane w epoce III Rzeczypospolitej (od 1992)

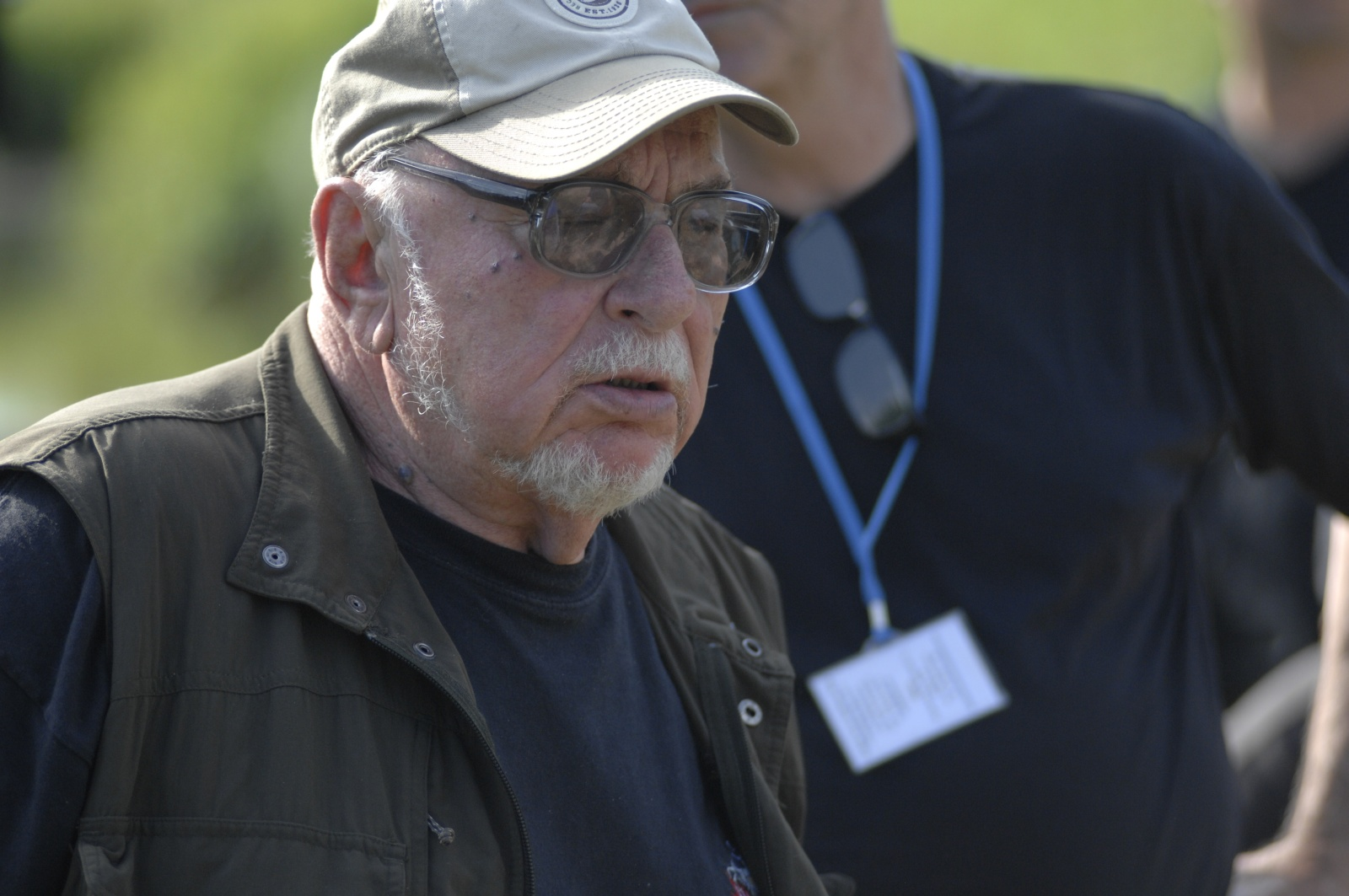
Hoffman na planie zdjęciowym (2010)

W 1992, już po transformacji ustrojowej, zrealizował melodramat Piękna nieznajoma o romansie między porucznikiem rosyjskim a nieznajomą kobietą. Przygotowywał się jednak głównie do realizacji pierwszego ogniwa Sienkiewiczowskiej Trylogii, osnutego wokół powstania Chmielnickiego Ogniem i mieczem, którego nie mógł zrealizować z przyczyn politycznych w czasach PRL. Ze względu na trudności z uzyskaniem środków na realizację filmu Hoffman poszukiwał sponsorów w bankach; do sfinansowania Ogniem i mieczem użył pieniędzy z pożyczki hipotecznej, a na potrzeby filmu studio Zodiak przekształcił w prywatną spółkę producencką. Superprodukcja filmowa Ogniem i mieczem (1999), zrealizowana za osiem milionów dolarów, była wielkim przebojem w Polsce, została też ciepło przyjęta w mediach amerykańskich. Mimo to zamiast dzieła Hoffmana do rywalizacji o Oscara dla najlepszego filmu nieanglojęzycznego Komitet Kinematografii zgłosił Pana Tadeusza Andrzeja Wajdy, który nie uzyskał nominacji. Ogniem i mieczem w 2001 ukazał się w telewizyjnej wersji serialowej.
Kolejną produkcją Hoffmana był film Stara baśń. Kiedy słońce było bogiem (2003), oparta na podstawie powieści autorstwa Józefa Ignacego Kraszewskiego o legendzie dotyczącej genezy powstania dynastii Piastów. Dzieło Hoffmana doczekało się pozytywnych ocen krytyków za sprawność reżyserii, a także wyemitowanej w 2004 wersji serialowej. 
Po Starej baśni w 2007 zrealizował film dokumentalny Ukraina. Narodziny narodu. Następnie podjął prace nad własnym, pozbawionym oparcia w literackich pierwowzorach, freskiem na temat Bitwy Warszawskiej. Efektem tego był film 1920 Bitwa Warszawska (2011), pierwsza w historii kina polskiego superprodukcja wykorzystująca technologię trójwymiarową. Nowość technologiczna nie szła jednak w parze z pochlebnymi recenzjami krytyków, którzy wskazywali na nieudaną próbę naśladownictwa języka Sienkiewicza i rysowany grubą kreską scenariusz.

## Styl filmowy
Jako dokumentalista Jerzy Hoffman wraz z Edwardem Skórzewskim przyczynił się do narodzin „szkoły polskiej” w filmie dokumentalnym, przełamując schematy socrealistyczne tego typu produkcji; starał się zwracać uwagę na zgodność sztuki filmowej z rzeczywistością. W różnorodnej twórczości fabularnej Hoffmana z kolei zaznaczona jest jego fascynacja tematyką historyczną. Reżyser specjalizował się w spektakularnych widowiskach, jak również w tzw. kinie popularnym, obliczonym na zdobycie jak największej liczby widzów.

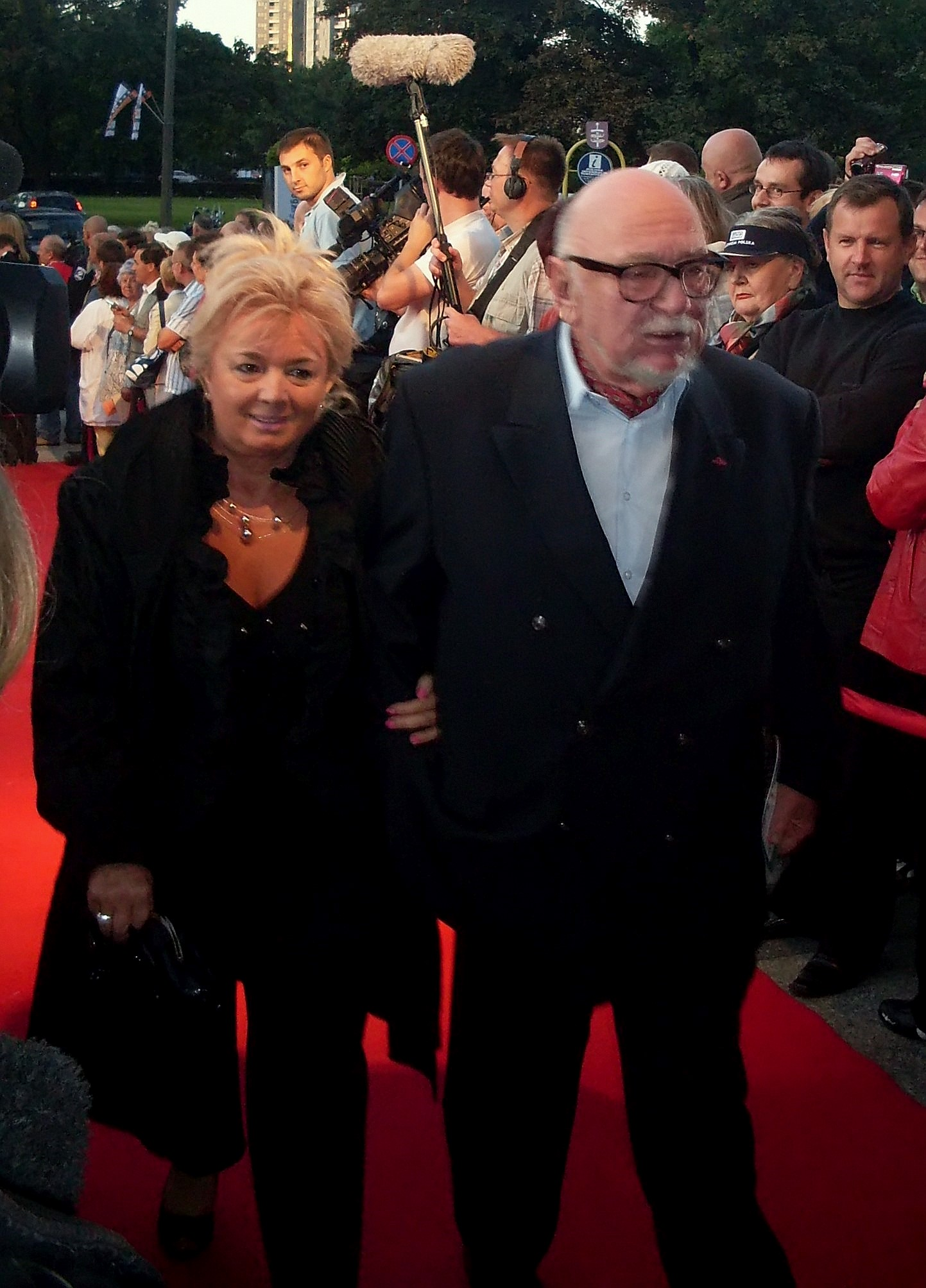
Jerzy Hoffman z żoną Jagodą Prądzyńską, na festiwalu w Gdyni w 2009 roku

## Życie osobiste
W trakcie studiów ożenił się z Marleną Nazarian, z którą ma córkę Joannę. Jego drugą żoną była Walentyna Trachtenberg (1935–1998). Po jej śmierci ożenił się z Jagodą Prądzyńską.
Został członkiem honorowego komitetu poparcia Bronisława Komorowskiego przed wyborami prezydenckimi w Polsce w 2015 roku.
Mieszka w Warszawie i w Sikorach Juskich na Mazurach.

## Filmografia

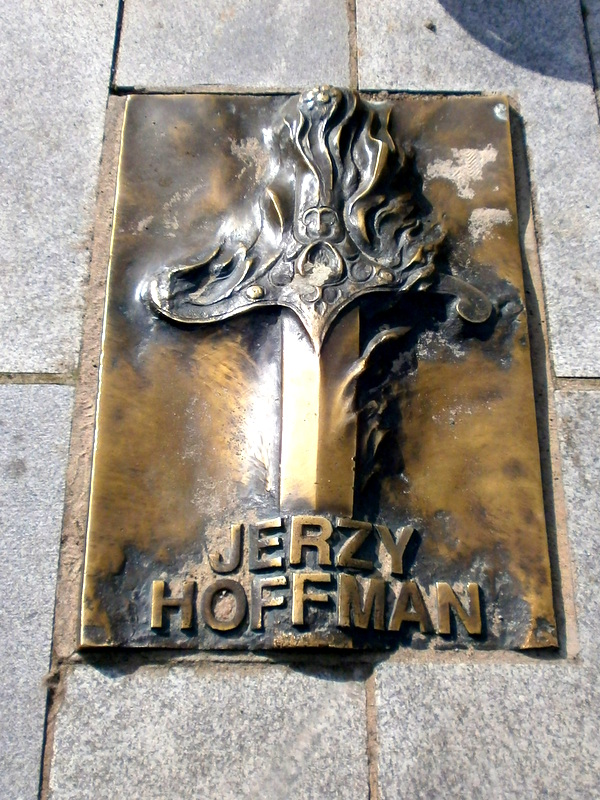
Międzyzdroje, Promenada Gwiazd

### Filmy dokumentalne
- 1954 – Czy jesteś wśród nich?
- 1955 – Uwaga, chuligani!
- 1956 – Dzieci oskarżają
- 1956 – Jaś i Małgosia
- 1957 – Sopot 1957
- 1957 – Na drogach Armenii
- 1958 – Tor
- 1958 – Karuzela Łowicka
- 1958 – Pamiątka z Kalwarii
- 1959 – Zielona bariera
- 1959 – Gaudeamus
- 1959 – Typy na dziś
- 1960 – Dwa preludia
- 1960 – Dwa oblicza Boga
- 1960 – Reportaż prosto z patelni
- 1960 – Pocztówki z Zakopanego
- 1961 – Aby kwitło życie...
- 1961 – Hawana '61
- 1962 – Spotkali się w Hawanie
- 1962 – Patria o Muerte
- 1963 – Visitez Zakopane
- 1964 – Chwila wspomnień
- 1966 – Jarmark cudów
- 1970 – A najmilsze jest Mazowsze
- 2008 – Ukraina. Narodziny narodu

### Filmy fabularne
- 1962 – Gangsterzy i filantropi
- 1964 – Prawo i pięść
- 1965 – Trzy kroki po ziemi
- 1967 – Ojciec
- 1969 – Pan Wołodyjowski
- 1974 – Potop
- 1976 – Trędowata
- 1978 – Do krwi ostatniej... (film)
- 1979 – Do krwi ostatniej (serial telewizyjny)
- 1981 – Znachor
- 1983 – Wedle wyroków twoich...
- 1992 – Piękna nieznajoma
- 1999 – Ogniem i mieczem
- 2003 – Stara baśń. Kiedy słońce było bogiem
- 2011 – 1920 Bitwa Warszawska

## Nagrody i odznaczenia

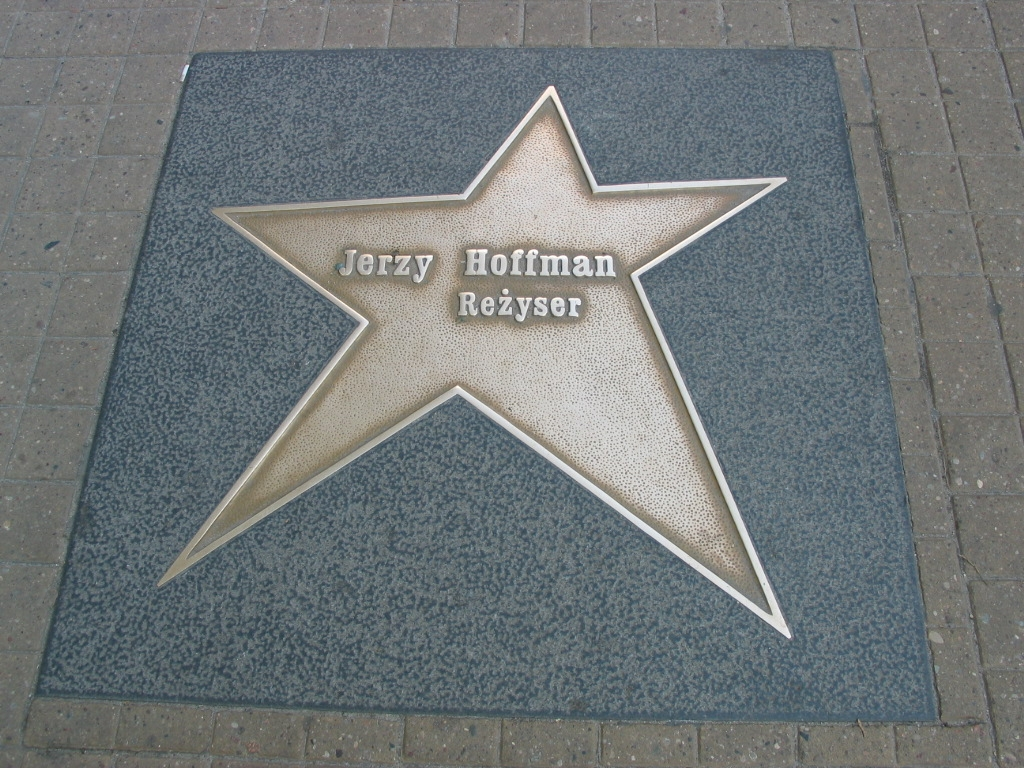
Gwiazda Jerzego Hoffmana w łódzkiej Alei Gwiazd, odsłonięta w 1999

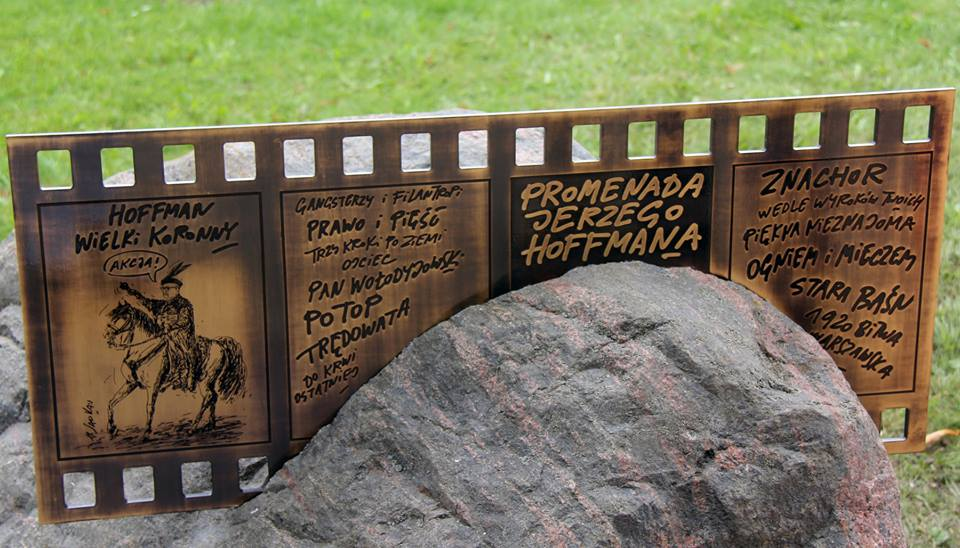
Pamiątkowy obelisk. Promenada Jerzego Hoffmana nad jeziorem Ińsko

W ciągu lat pracy artystycznej Jerzy Hoffman został uhonorowany wieloma nagrodami i odznaczeniami, między innymi Złotymi Lwami (w 1974 za Potop) oraz wielokrotnie zdobytymi Nagrodami Ministra Kultury i Sztuki. W 1988 otrzymał honorowy tytuł „Zasłużony dla kultury polskiej”. W 2000 został uhonorowany Superwiktorem za całokształt twórczości; inne jego nagrody honorowe to Polska Nagroda Filmowa „Orzeł”, przyznana w 2000 (dla najlepszego producenta za Ogniem i mieczem) i 2006 (osiągnięcie życia), oraz Platynowe Lwy otrzymane w 2009 na festiwalu w Gdyni. W 1999 został honorowym obywatelem Gorlic, a w 2003 – Bydgoszczy. 18 sierpnia 2017 roku został uhonorowany przez władze Ińska podczas 44 Ińskiego Lata Filmowego – odsłonił tablicę na promenadzie, która została nazwana jego imieniem oraz otrzymał Złotą Rybkę Ińskiego Lata Filmowego za całokształt twórczości.
Hoffman otrzymał również następujące odznaczenia:
- 1959 – Złoty Krzyż Zasługi[55]
- 1974 – Krzyż Kawalerski Orderu Odrodzenia Polski[80]
- 1983 – Krzyż Oficerski Orderu Odrodzenia Polski[55]
- 1984 – Medal 40-lecia Polski Ludowej[81]
- 1999 – Krzyż Wielki Orderu Odrodzenia Polski (postanowieniem prezydenta Aleksandra Kwaśniewskiego z 5 listopada „za wybitne zasługi dla kultury polskiej, za osiągnięcia w pracy twórczej i artystycznej”)[55][82]
- 2000 – Order „Za zasługi” III klasy (Ukraina)[83]
- 2005 – Złoty Medal „Zasłużony Kulturze Gloria Artis”[84]
- 2011 – Medal Pamiątkowy „Pro Masovia”[85]
- 2016 – wyróżnienie „Narodowi i Ojczyźnie” przyznawane przez Zespół Szkół SIGiE im. K. Adamieckiego w Ostrołęce za wybitne zasługi w służbie Polsce[86]